# Михеевская (Шенкурский район)
Михеевская — нежилая деревня в Шенкурском районе Архангельской области. Входит в состав муниципального образования «Шеговарское».

## География
Деревня расположена в южной части Архангельской области, в таёжной зоне, в пределах северной части Русской равнины, в 36 километрах на север от города Шенкурска, на левом берегу реки Ледь, притока Ваги. Ближайшие населённые пункты: на севере деревни Черепаха и Абрамовская, на западе деревня Макушевская, на востоке деревня Сенчуковская.
Часовой пояс
Михеевская, как и вся Архангельская область, находится в часовой зоне МСК (московское время). Смещение применяемого времени относительно UTC составляет +3:00.

## Население
| 2002 | 2010 | 2012 |
| ---- | ---- | ---- |
| 0    | →0   | →0   |

## История
Указана в «Списке населённых мест по сведениям 1859 года» в составе 2-го стана Шенкурского уезда Архангельской губернии под номером «2389» как «Михеевская (Михеева)». Насчитывала 5 дворов, 17 жителей мужского пола и 14 женского.
В «Списке населенных мест Архангельской губернии к 1905 году» деревня Михеевская насчитывает 7 дворов, 24 мужчины и 38 женщин. В административном отношении деревня входила в состав Предтеченского сельского общества Предтеченской волости.
В марте 1918 года деревня оказывается в составе Шеговарской волости, выделившейся из Предтеченской. На 1 мая 1922 года в поселении 11 дворов, 17 мужчин и 33 женщины.